# Вільям Ґардінер
Вільям Ґардінер (1808—1852) був шотландським виробником парасольок, поетом і бріологом.

## Життєвий шлях
Вільям Ґардінер народився в Данді, в Оверґейті, 13 липня 1808 року. За словами Ловлі, його мати продавала кераміку, а батько, Вільям старший, був ткачем, садівником, ботаніком і поетом. Дід Вільяма молодшого, Джеймс Ґардінер, також був ткачем. У дитинстві він отримав незначну освіту, але навчився читати й писати.
У віці 10 років Вільям пішов учнем до майстра парасольок. Після закінчення навчання він приєднався до компанії містера Джорджа Робертсона, також парасольника і панчішника. Виготовлення парасольок стало його основним джерелом доходу до 1840-х років, відколи збирання рослин стало його основним заняттям.
Бажаючи продовжити освіту, відвідував вечірні заняття з ботаніки. Він регулярно відвідував природні місця навколо Данді, щоб підживити свою ботанічну пристрасть. Це було рано вранці або ввечері в кінці робочого дня.
Вільям Ґардінер-молодший помер 21 червня 1852 року у віці 43 років від лихоманки.

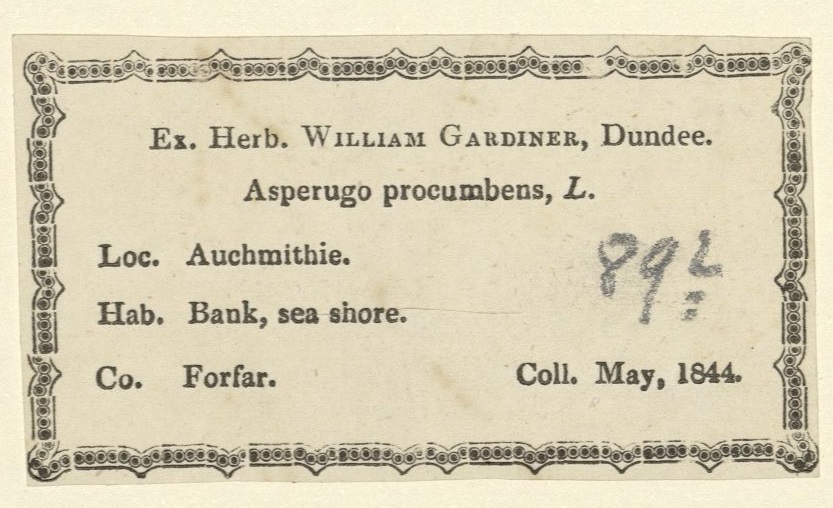
Етикетка гербарію Вільяма Ґардінера з Данді.

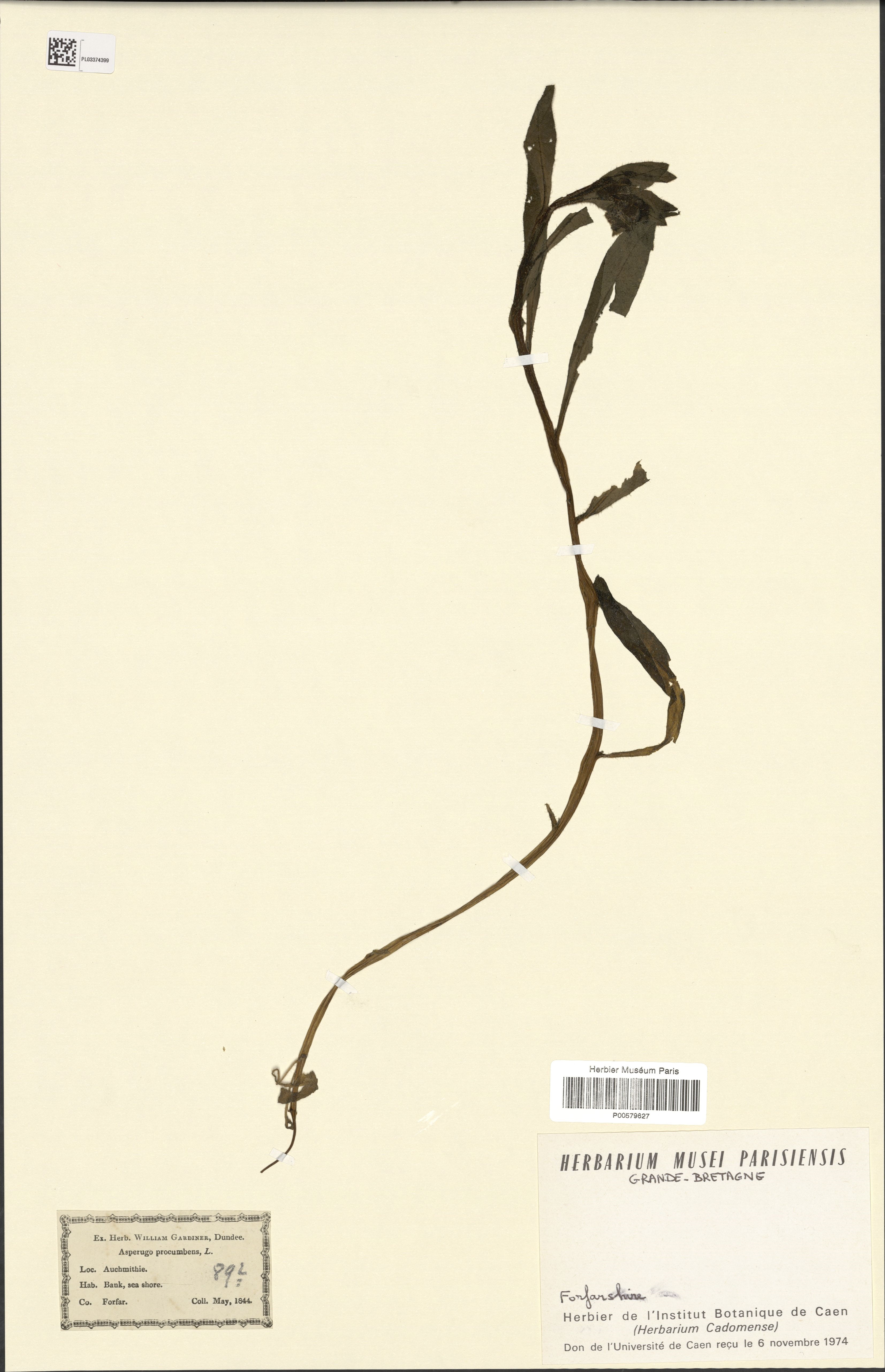
Гербарний зразок, зібраний Вільямом ґардінером з Данді.

## Ботаніка і бріологія
Ботанічне товариство Единбурга найняло Ґардінера в 1838 році для збору альпійських рослин у Шотландії. Приблизно в цей час Ботанічне товариство Лондона також найняло його як колектора рослин. У 1844 році він залишив компанію Джорджа Робертсона і працював платним колектором ботанічних зрахків, працюючи як для установ, так і для окремих осіб.
Як повідомляє Leisure & Culture Dundee, сер Вільям Дж. Гукер запропонував Ґардінеру ботанічне призначення, від якого він відмовився через сімейні зобов'язання.
У Великій Британії зразки, зібрані Ґардінером, передані до Природничого музею і Лондоні, до гербарію Королівського ботанічного саду в К'ю, до факультуту біологічних наук Університету Данді, Університету Галла, та до Бромфілдського гербарію, а також до Музею Генкока у Ньюкаслі на Тайні. В інших країнах, вони є в гербаріїКаліфорнійського університету в Берклі, в Національному природничому музеї в Парижі та в Національному гербарії Вікторії.

## Подальше читання

### Твори Вільяма ґардінера
- - Gems of Poesy Mar. 1834-Mar. 1836 Manuscript at the Dundee District Central Library, The Wellgate, D22012, Lamb Collection.
  - The Wreathe of Wild Flowers Mar. 1834-Apr. 1836. Manuscript at the Dundee District Central Library, The Wellgate, D22011.
  - To the Laced-winged Fly, poem read during a lecture ‘On the Transformation of Insects,’ given on March 9, 1836.
  - Twenty Lessons on British Mosses ; Or First Steps to a Knowledge of that Beautiful Tribe of Plants. Longman, Brown, Green, and Longmans, 1847.
  - Flora of Forfarshire. Longman, Brown, Green, and Longmans, 1848.
  - Twenty Lessons on British Mosses: The Second Series. Longman, Brown, Green, and Longmans, 1849.

### Інших авторів
- - Amalia Diaz, Jessica Wigley, George Yatskievych. Integrating a historical and botanical work into modern collections and public platforms: The Flora of Forfarshire. Plant Resources Center, The University of Texas at Austin, 2017.
  - Killian Dunne 48 right curly brackets taken from William Gardiner's Herbarium volumes Made for the exhibition «Tales of The Unexpected», held at The Lamb Gallery from August — October 2022. Includes photographs from Gardiner's handwritten A selection of indigenous Scottish plants.
  - Mark Lawley. A social and biographical history of British and Irish field bryologists: William Gardiner (1808—1852)
  - Jessica Wigley. Flora of Forfarshire: Table with updated plant names, localities, coordinates, and links to the pages in the main book and supplementary volume.

## Бріологічні та гербарні ресурси онлайн
- Флора Форфарширських колекцій у бібліотеках Техаського університету .
- Гербарій школи Чартергауз (GOD), Каліфорнійський університет, Берклі. Ботаніки: Вільям Гардінер 1809—1852
- Herbaria @ Домашній пошук колекціонера: Вільям Ґардінер
- Дозвілля та культура Данді Вільям Гардінер: ботанік
- Вільям Ґардінер і флора Форфарширу (відео)
- Біономічний профіль.